# آسگارد آی‌آی
آسگارد آی‌آی (به انگلیسی: Asgard II) یک کشتی بود که طول آن ۲۶٫۶ متر (۸۷ فوت ۳ اینچ) بود. این کشتی در سال ۱۹۸۱ ساخته شد.